# Llorenç Melich
Llorenç Melich fou un religiós servita, músic i pedagog català del segle XVIII.
Va ser prior del convent de Sant Martirià que l'orde dels Servites de Maria tenien a Banyoles situat al cim del turó de Lió a la rodalia de la vila. Derruït durant la Guerra del Francès.
Tenim notícies de les seves habilitats en la didàctica de la música, ja que Baldiri Reixac li encarregà la part musical del que havia de ser un segon volum de les Instruccions per a l'ensenyança de minyons. Però aquest segon volum no veié la llum segurament per la prohibició d'editar llibres escolars a favor de la Universitat de Cervera. Fou publicat el 1981.

## Un petit tractat d'educació musical
L'epítom d'educació musical de fra Llorenç Melich és enclòs per Reixac, seguint la tradició del quadrivi, en el capítol dedicat a les matemàtiques, l'aritmètica i l'astronomia. Tot considerant la música i el cant com a una de les parts de les matemàtiques.
Reixac en el segon volum d'aquella obra per presentar el treball de Melich escrigué: " posarem aquí un petit tractat de la solfa per lo cant pla, que a petició mia compongué lo R.P. Fr. Llorens Melich, servita, essent prior del convent de Sant Martirià de Banyoles, perquè no faltàs en est llibre esta instrucció".

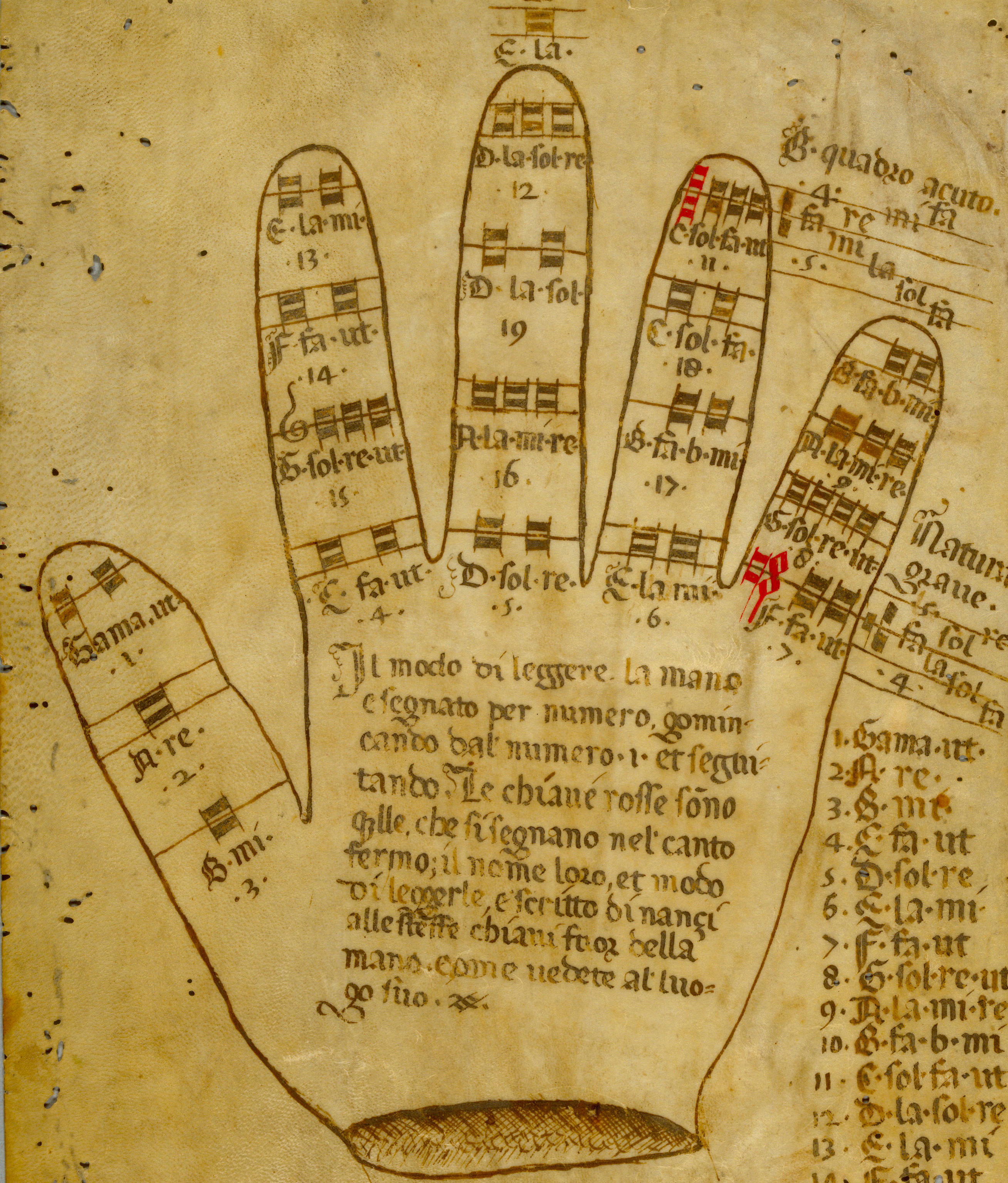
La mà de Guido. Un recurs mnemotècnic proposat per Melich

El text de l'aportació de Melich té dues parts. La primera és dedicada a la solfa, el compàs i l'entonació, les notes musicals, les tres claus i la seva diversitat. També exposa la fórmula medieval d'utilitzar en aquest aprenentatge la coneguda com a mà de Guido o ma guidaniana a on hi ha escrites les notes amb les corresponents síl·labes de la salmòdia.
La segona part assenyala les diferents tonalitats emprades en el cant dels salms o moments litúrgics. Finalment, es posa en valor el paper de la música i el cant per l'esperit humà.
La petita peça de didàctica musical del servita Llorenç Melich mostra que uns elementals coneixements musicals eren considerats necessaris per a una educació àmplia i de qualitat per a la mainada en la Catalunya rural del vuit-cents.